# 大野喜久之輔
大野 喜久之輔（おおの きくのすけ、1930年〈昭和5年〉12月16日 - 2023年〈令和5年〉10月）は、日本の経済学者、神戸大学名誉教授、広島市立大学名誉教授、第18期日本学術会議会員。元ロシア・東欧学会副代表理事。大阪市東成区生まれ。

## 学歴
- 1953年3月 - 神戸経済大学経済学科（現・神戸大学経済学部）卒業[3]
- 1993年12月 - 神戸大学博士（経済学）[4]

## 職歴
- 1971年4月 - 神戸大学経済学部教授[1]
- 1987年11月 - 神戸大学経済学部長・経済学研究科長（1990年11月まで）[1]
- 1994年 - 神戸大学名誉教授[5]、広島市立大学国際学部教授[6]、広島市立大学附属図書館長[7]
- 1997年 - ロシア・東欧学会副代表理事[8]
- 2000年 - 第18期日本学術会議会員[9]
- 2001年 - 広島市立大学国際学部長[10]
- 2003年5月28日 - 広島市立大学名誉教授[6]

## 著書・編著・論文
- 「鑑定評価の経済理論と実務」共著、文雅堂銀行研究社、1964年。
- 「鑑定評価基準の研究」共著、文雅堂銀行研究社、1965年。
- 「演習・不動産の鑑定評価」共著、税務経理協会、1966年。
- 「賃料の研究」共編、文雅堂銀行研究社、1967年。
- 「新鑑定評価基準の研究」共著、文雅堂銀行研究社、1971年。
- 「ロシア市場経済への遠い道 : 経済改革から体制転換へ」神戸大学研究双書刊行会、1993年。
- 「継続賃料鑑定評価を再考する」住宅新報社、2006年。
- 「転換期にある借地権・借家権の評価と補償」共著、住宅新報社、2011年。
- 「商業施設賃料の理論と実務 : 転換期の不動産鑑定評価」共編著、中央経済社、2015年。